# Destructive Creation
Destructive Creation е българска група анонимни активисти, занимаваща се с градско изкуство. Провеждат акции, предимно нелегални, в които променят градската среда с цел изпращане на социални и политически послания или просто подобряване на средата в полза на хората. Първоначално Destructive Creation провежда акциите си само в столицата София, но по-късно прави проекти и във Варна, Пловдив, Пазарджик и други градове. Групата става популярна през 2011 г. с втория си проект – пребоядисването на войниците от паметника на Съветската армия в София в цветовете на американски комиксови герои. Проектът, станал известен с името „В крак с времето“, привлича общественото внимание в България и по света.

## Име
Според членовете на групата името Destructive Creation е измислено след кратко обсъждане по време на интервю, „за да бъде удовлетворена нуждата от име на групата“. Дотогава групата е безименна. Обяснението за името е, че чрез „силни творчески прояви се разбиват стари деструктивни нагласи и разбирания“.
Самият израз Destructive Creation се използва по повод финансовата криза от 2007 – 2009 г. Смята се, че в този период финансови иновации водят до фалита на редица банки и застрахователни компании. Изразът е игра на думи, произлизаща от теорията за Creative Destruction („съзидателното разрушение“), създадена от австрийския икономист Йозеф Шумпетер.

## Състав на групата
При своето създаване през 2011 г. Destructive Creation се състои от 9 души на възраст между 17 и 21 години. Повечето от тях са студенти, учещи в България или в чужбина. Всички се занимават основно с изкуство. По-късно съставът на групата се променя, като част от нея напуска и на нейно място идват нови членове.

## Проекти

### Камилите
Първият проект на Destructive Creation е свързан с пребоядисването на две статуи на камили в Княжеска градина в София. Акцията е препратка към Израело-палестинския конфликт.

### В крак с времето
Вторият проект на групата, „В крак с времето“, е този, който им носи популярност сред широката общественост. На 17 юни 2011 г. статуите от скулптурната композиция от западната страна на паметника на Съветската армия в София са оцветени като американски комиксови и поп-културни герои: Маската, Жокера, Върколака, Дядо Коледа, Супермен, клоунът Роналд – символа на „Макдоналдс“, Капитан Америка, Робин – помощникът на Батман, Жената-чудо. Знамето е изрисувано като американско, а под композицията е поставен надписът „В крак с времето“.
Проектът получава широк отзвук в България и по света. Според групата целта на акцията е била не само да предизвика дебат, но и да направи хората по-отворени към такъв тип изкуство. Композицията е критикувана от про-руски организации в страната, както и от тогавашния министър на културата Вежди Рашидов, който определя акцията като „вандализъм“. Прокуратурата дори завежда досъдебно производство за хулиганство срещу неизвестен извършител. Паметникът е почистен в ранните часове на 21 юни.

### Беседка
Четвъртият проект на групата бележи повратна точка в историята на Destructive Creation. В рамките на фестивала Sofia Contemporary 2012 групата преобразява изоставена полицейска вишка в беседка. Това е първият проект, в който групата изоставя социалната и политическа критика и се концентрира върху реализирането на цветни, светли и добри намеси в градското пространство.